# Acrostichum assurgens
Acrostichum assurgens là một loài thực vật có mạch trong họ Pteridaceae. Loài này được Baker mô tả khoa học đầu tiên năm 1865.